# Presseförderung
Presseförderung bezeichnet die Subventionierung von Printmedien.

## Unterscheidungsarten
Die Presseförderung kann direkt oder indirekt erfolgen. Direkte Maßnahmen sind etwa die Auszahlung von Zuschüssen, meist unter Voraussetzung gewisser Kriterien, oder die teilweise oder vollständige Rückvergütung von Ausgaben für den Zeitungsversand („Vertriebsförderung“). Eine indirekte Förderung ist zum Beispiel eine geringere Besteuerung von Zeitungsunternehmen. Bei einer Förderung, die über den Printmedienbereich (Tages- und Wochenzeitungen sowie Zeitschriften) hinausgeht, ist meist von einer Medienförderung die Rede.

## Zweck
Ziel der Presseförderung ist eine Steigerung bzw. der Erhalt der Medienvielfalt zur Stärkung der Demokratie. Dementsprechend war eines der frühesten Beispiele von Presseförderung in den USA nach Erlangung der Unabhängigkeit von Großbritannien zu finden. In Großbritannien selbst wurden Zeitungen bis 1855 hingegen gesondert stark besteuert, um die Verbreitung revolutionärer Ideen, ausgehend von der Französischen Revolution, zu regulieren.
Heute dient die Presseförderung häufig auch dem Erhalt einer Medienvielfalt abseits der Ballungszentren.

## Geschichte
Eines der frühesten Beispiele der indirekten Presseförderung findet sich in der Anfangszeit der USA. Im Zuge der Ausarbeitung des Post Office Act wurde 1792 im Kongress über den Vorschlag diskutiert, den Zeitungsversand von den Versandkosten zu befreien. Schließlich einigte man sich darauf, die Versandkosten für Zeitungen auf ein Minimum zu reduzieren. So musste für den Versand einer Zeitung über 100 Meilen ein Cent bezahlt werden, während ein gewöhnlicher Brief auf einer Distanz bis zu 60 Meilen sechs Cent kostete. Innerhalb der Grenzen eines County bestand zeitweise eine vollständige Versandgebührenbefreiung für Zeitungen. Der Post Office Act, der neben dem subventionierten Tarif für Zeitungen auch die Garantie des Briefgeheimnisses und die Bundeskompetenz für Postrouten festlegte gilt heute als Meilenstein der demokratischen Entwicklung der USA.
Gegensätzliche Tendenzen, nämlich eine gesondert hohe Besteuerung auf Zeitungen in Form einer erhöhten Stempelsteuer, fanden sich im frühen 18. Jahrhundert in Großbritannien. Aus Angst vor Verbreitung revolutionärer Ideen im Zuge der Französischen Revolution wurde diese Steuer weiter erhöht und erst 1855 wieder abgeschafft.

## Presseförderung in Deutschland
In Deutschland gab es bereits im Jahr 2020 erste Erwägungen zur Einführung einer Presseförderung mit einer Summe von bis zu 220 Millionen Euro. Wegen massiver rechtlicher Bedenken des Bundesrechnungshofes wurde eine Studie angefordert und das Vorhaben eingestellt. Auch im Bundeshaushalt 2024 wurde keine entsprechende Subvention der Verlage festgeschrieben. 
Im Jahr 2025 gab es seitens des Bundesverbands der Zeitschriftenverleger (MVFP Medienverband der freien Presse) einen neuen Anlauf, der Notwendigkeit einer Presseförderung Nachdruck zu verliehen. Hierbei wurde die Finanzierung über eine Digitalsteuer erwogen, welche große US-Tech-Konzerne (wie z. B. Meta, Amazon und Google) über eine zehnprozentige Abgabe leisten könnten. Unklar ist weiterhin, nach welchen Kriterien solch eine Förderung verteilt werden sollte.

## Verbreitung der Presseförderung
Presseförderung ist in Europa weit verbreitet. Länder mit Presseförderung in Europa sind unter anderem:
- Schweiz (ca. 60 bis 80 Millionen Franken an Kostenabgeltung für Zeitungsversand)[7]
- Schweden: 75 Millionen Euro staatliche Medienförderung; zusätzliche Förderung geplant (Stand: 20. Februar 2018)[8]
- Österreich, siehe Österreichische Presseförderung
- Deutschland, indirekte Förderung durch geringere Besteuerung (begrenzte Umsatzsteuer, Versandkostenzuschüsse)[9] und Geschenke[10]
- Finnland[11]
- Frankreich, direkte Presseförderung[9]
- Norwegen[9]
- Spanien (Katalonien)[11]

## Kritik
Kritikpunkte an der Presseförderung, die etwa von politischen Parteien oder auch von, zumeist größeren, Medien kommen, sind die Wettbewerbsverzerrung und Intransparenz bei der Vergabe der Fördermittel, etwa wenn regierungsfreundliche Zeitungen mehr gefördert werden als andere, bzw. regierungskritische Medien keine oder geringere Förderungen erhalten.
Kritisiert wird häufig auch die Verteilung von Geldern nach dem „Gießkannenprinzip“, also die gleichmäßige Verteilung von Geldern an alle Printmedien ohne qualitative Voraussetzungen, wie dies etwa bei der Vertriebsförderung in der Regel der Fall ist.